# Фернандо Руис де Кастро
Фернандо (Фернан) Руис де Кастро (исп. Fernán Ruiz de Castro; ок. 1338—1377, Байонна) — кастильский аристократ, 3-й граф де Лемос, Трастамара и Саррия. Сын Педро Фернандеса де Кастро «эл-де-ла-Герра», первый сеньор Монфорте-де-Лемос и брат Инес де Кастро и Хуаны де Кастро. Даже после смерти монарха он продолжал военные действия в Кастилии до последнего вздоха, получив в свое время прозвище «Вся верность Испании» («toda la lealtad de España»)
Во время Гражданской войны в Кастилии Фернандо Руис де Кастро был главным сторонником короля Педро Жестокого и продолжал сражаться за дело покойного монарха против дома Трастамара даже после смерти короля в 1369 году.

## Происхождение
Род Кастро происходил с виллы Кастрохерис (провинция Бургос) и принадлежал, наряду с родами Лара, Аро, Гусман и Аза, к пяти великим семьям, связанным с первыми королями Кастилии. Когда-то семья Кастро переехала в Галисию в XII веке, они образовали линию графов Лемос и Саррия. Они доминировали в Галисии и присутствовали в самых выдающихся событиях своей истории, а также в Кастилии и Леоне, подчеркивая помощь, оказываемую их монархам в походах по завоеванию мусульманских территорий. Упадок дома Траба позволил роду Кастро постепенно занять свое выдающееся место.
Фернандо Руис де Кастро родился от второго брака Педро Фернандеса де Кастро «эль-де-ла-Герра» и Изабель Понсе де Леон. Его прародитель выделялся на стороне короля Альфонсо XI в борьбе с мусульманами. В качестве доказательства его хороших услуг, лояльности и репутации, которую он выставлял напоказ, король наградил его важными титулами и различными виллами, такими как Кастро-Кальделас (Оренсе) и Монфорте-де-Лемос (Луго), подаренный в 1332 году.
Фернандо был одним из четырех детей Педро Фернандеса де Кастро. У него были родная сестра Хуана де Кастро, а также сводный брат Альваро Перес де Кастро и сводная сестра Инес де Кастро. Он был вынужден возглавить галисийскию линию рода Кастро в очень молодом возрасте (ему едва исполнилось пятнадцать лет).
Педро Фернандес де Кастро скончался в июне 1342 года во время осады Альхесираса. Эпидемия чумы, охватившая Кастилию, уничтожила армию Альфонсо XI, в составе которой сражался сеньор де Лемос. В 1351 году король Кастилии Педро Жестокий назначил Фернандо Руиса де Кастро старшим майордомом и старшим альфересом (знаменосцем).
В 1353 году Фернандо Руис де Кастро был свидетелем на свадьбе между королем Педро I Жестоким и Бланкой де Бурбон в Вальядолиде. В апреле 1354 года король Кастилии в Куэльяре женился на Хуане де Кастро (? — 1374), вдове Диего Фернандеса де Аро и родной сестре Фернандо Руиса. Но через несколько дней после заключения бракосочетания король бросил свою супругу и вернулся к своей любовнице Марии де Падильи.
Разгневанный поступком короля Фернандо Руис де Кастро собрал свои силы и перешел на сторону графа Энрике де Трастамары, сводного брата и соперника Педро I Жестокого.
Вначале Фернандо Руис де Кастро пересек границу Португалии и поселился в Монсане, а затем вернулся в Галисию. Он встретился с Энрике де Трастамарой и Хуаном Альфонсо де Альбуркерке. Мятежники встретились В Торо с королем Педро Жестоким, который был вынужден уступить их требованиям. Фернандо Руис де Кастро получил от короля должности старшего майордома. В 1354 году Торо состоялась свадьба между Фернандо Руисом де Кастро и Хуаной Альфонсо, внебрачной дочерью короля Кастилии Альфонсо XI и сводной сестрой Педро Жестокого. Позднее их брак был аннулирован из-за близкого родства.
Фернандо Руис де Кастро находился на стороне короля Кастилии Педро Жестокого, который передал ему графство Трастамара, конфискованное им у своего сводного брата Энрике. Также в 1360 году Фернандо получил должность старшего альфереса (знаменосца) и земли Саррия, Сан-Хулиан и Отеро-де-Рей.
В 1367 году по предложению короля Фернандо Руис де Кастро женился на Леонор Энрикес, сеньоре де Мельгар-де-Юсо, Вильяльба-де-лос-Баррос, Лахигера, Ходар и Ногалес, единственной дочери Энрике Энрикеса (? — 1366) и Урраки Понсе де Леон.
В июне 1366 года в Монтерее майордом Фернандо Руис де Кастро и другие королевские сторонники в Галисии встречались с Педро Жестоким. После гибели архиепископа Сантьяго-де-Компостела Суэро Гомеса де Толедо, убитого по приказу Педро Жестокого, Фернандо Руис де Кастро получил во владение все крепости архиепископства, титул графа де Лемоса и должность аделантадо Галисии и Леона. После бегства Педро Жестокого из Кастилии в Байонну, под защиту англичан, Фернандо Руис де Кастро стал лидером его сторонников в Галисии. Новый король Кастилии Энрике II де Трастамара во главе армии в Галисию и занял большую часть провинции. Фернандо Руис де Кастро с другие сторонники Педро укрылся в городе Луго. В течение двух месяцев граф де Лемос руководил обороной города, отражая вражеские приступы. Энрике пытался убедить Фернандо Руиса де Кастро перейти на свою сторону, но последний сохранил верность Педро Жестокому. Кастильский король Энрике II и Фернандо Руис де Кастро заключили только временное пятимесячное перемирие. После этих переговоров Энрике покинул Галисию и отправился в Бургос.
После вторжения в Кастилию большой английской армии, которая действовала в интересах Педро Жестокого, Фернандо Руис де Кастро разорвал перемирие с Энрике II де Трастамарой и начал бои против сторонников последнего в Галисии. Фернандо Руис де Кастро подчинил власти Педро Жестокого большую части Галисии, за исключение замков Падрон, Аллариз и Монтеррей.
В апреле 1367 года Фернандо Руис де Кастро участвовал в битве при Нахере, в результате которой Энрике де Трастамара потерпел поражение и бежал в Арагон.
В марте 1369 года решающей битве при Монтьеле франко-кастильская армия под командованием Бертрана Дюгеклена и Энрике II Трастамары разгромила войско Педро Жестокого. После своего поражения король Кастилии Педро Жестокий был убит своим сводным братом Энрике Трастамарой. Фернандо Руис де Кастро был взят в плен.
После гибели Педро Жестокого и вступления на престол Энрике де Трастамары о своих претензиях на кастильский престол объявил португальский король Фернанду I. Португальская армия во главе с королем вторглась в кастильские владения и оккупировала Галисию, где Фернанду I был хорошо принят сторонниками Педро Жестокого. В ответ новый кастильский король Энрике вторгся в Португалию. Фернанду I вынужден был покинуть Галисию, чтобы защитить свои владения от кастильцев. Во время осады Гимарайнша Фернандо Руис де Кастро смог бежать из королевского плена. Поселившись в Португалии, Фернандо Руис де Кастро получил от Фернанду I значительные земельные владения.
Из Португалию Фернандо Руис де Кастро вторгся в Галисию. Энрике II вынужден был отправить большие силы против мятежника. В 1370 года королевские силы под командованием Педро Манрике и Педро Руиса Сармьенто разбили графа Лемоса в битве при Порто-де-Буа (Палас-де-Рей, Луго). Фернандо Руис де Кастро спасся бегством в Португалию, где начал готовиться к продолжению борьбы против Энрике де Трастамары. В марте 1371 года в Сантареме был заключен мирный договор между Португальским и Кастильским королевствами. Согласно условиям договора, Фернанду I вынужден был депортировать скрывающихся в его владениях сторонников убитого Педро. Укрепившись в замке Орен, Фернандо Руис де Кастро отказался добровольно вернуться в Кастилию, но в конце концов он был вынужден сдаться. Фернан де Кастро уехал в город Байонна на территории Франции, оккупированный англичанами, где и скончался в 1377 году.
От своей любовницы Милы Гонсалвес, сеньоре де Ассекинс, Фернандо имел одного незаконнорожденного сына:
- Алвару Пиреш де Каштру, сеньор де Алкасоваш, родоначальник младшей ветви дома Кастро в Португалии.